# Ham and eggs

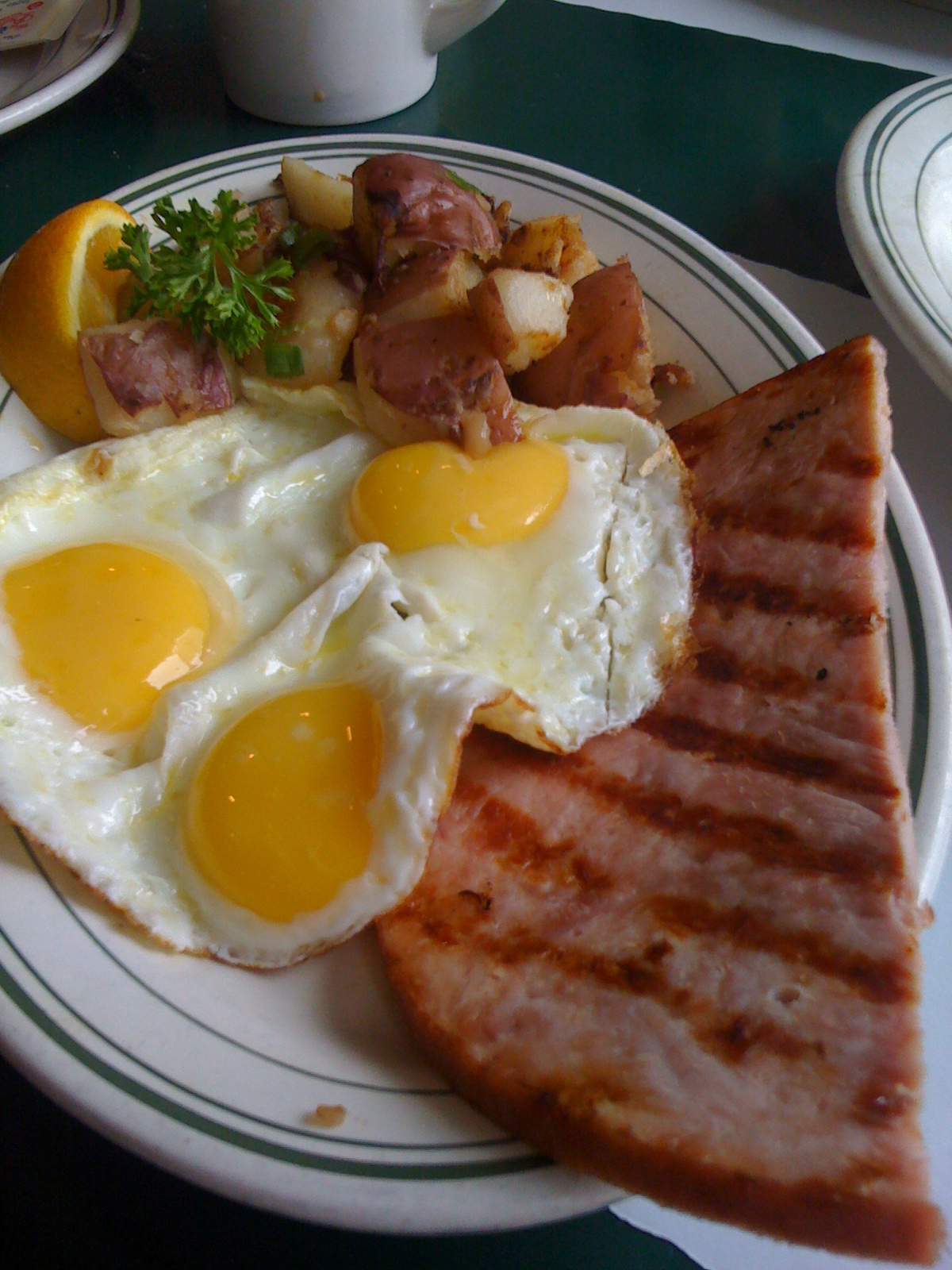
Ham and eggs

Ham and eggs is een gerecht dat voornamelijk in enkele Engelstalige landen wordt bereid, vooral in de Verenigde Staten. Het wordt meestal als ontbijt gegeten. Voor de bereiding van ham and eggs wordt ham in een pan gebakken totdat deze krokant is en vervolgens wordt er een gebakken ei aan toegevoegd. Ham and eggs wordt meestal geserveerd met geroosterd brood ofwel toast.